# Northwood (île de Wight)
Pour les articles homonymes, voir Northwood.
Northwood est un village et une paroisse civile situés sur l’île de Wight, en Angleterre.